# Erythromada lanciospora
Erythromada lanciospora är en svampart som beskrevs av Huhndorf, A.N. Mill., F.A. Fernández & Lodge 2005. Erythromada lanciospora ingår i släktet Erythromada, klassen Sordariomycetes, divisionen sporsäcksvampar och riket svampar.   Inga underarter finns listade i Catalogue of Life.